# Mesocyclops simillimus
Mesocyclops simillimus – gatunek widłonoga z rodziny Cyclopidae. Nazwa naukowa tego gatunku skorupiaków została opublikowana w 1907 roku przez brytyjskiego zoologa George'a Stewardsona Brady'ego.